# Uwe Peschel
Uwe Peschel (nascido em 4 de novembro de 1968) é um ex-ciclista de estrada alemão, profissional de 1997 à 2005. Destacou-se como contrarrelogista. Nos Jogos Olímpicos de Barcelona 1992, Peschel juntamente com Bernd Dittert, Christian Meyer e Michael Rich, conquistou a medalha de ouro na prova de contrarrelógio por equipes.
É filho de Axel Peschel, também ciclista olímpico.